# Taeromys celebensis
Taeromys celebensis is een knaagdier uit het geslacht Taeromys dat voorkomt op Celebes, in laaglandregenwoud tot op 1200 m hoogte. In het zuidwesten zijn alleen subfossiele botten gevonden, in de rest van het eiland is deze soort bekend van levende exemplaren.
T. celebensis is de enige in bomen levende soort van zijn geslacht; hij heeft een zeer lange staart. Waarschijnlijk is T. celebensis niet al te nauw verwant aan de andere Taeromys-soorten. In tegenstelling tot de anderen is deze soort vrij makkelijk te vangen. Wel lijkt hij oppervlakkig op Paruromys dominator